# Les Mille douzaines
Les Mille douzaines (titre original : The One Thousand Dozen) est une nouvelle américaine de Jack London publiée aux États-Unis en 1903.

## Historique
La nouvelle est publiée initialement dans le périodique National Magazine en mars 1903, avant d'être reprise dans le recueil La Foi des hommes en avril 1904.

## Résumé
À quinze cents la douzaine d'œufs revendue cinq dollars à Dawson, David Ramudsen doit faire fortune dans la Métropole de l'Or. Mais la route est longue de San Francisco au Klondike...

## Éditions

### Éditions en anglais
- The One Thousand Dozen, dans le périodique National Magazine en mars 1903.
- The One Thousand Dozen, dans le recueil The Faith of Men & Others Stories, New York ,The Macmillan Co, avril 1904.

### Traductions en français
- Les Mille Douzaines d’œufs, traduit par Mme la Comtesse de Galard, in L’Appel de la forêt, recueil, Juven, 1906.
- Les Mille douzaines, traduit par Marc Chénetier, Gallimard, 2016[1].

## Sources
- (en) Jack London's Works by Date of Composition
- « Bibliographie de Jack London », sur jack-london.fr (consulté le 28 février 2024)